# 辰吉丈一郎
辰吉 丈一郎（たつよし じょういちろう、1970年5月15日 - ）は、日本のプロボクサー。岡山県倉敷市出身。大阪帝拳ジム所属。元WBC世界バンタム級王者。
入場曲は『死亡遊戯』メインテーマ。マネジメントは株式会社トリックスター所属。

## 来歴
1987年、17歳で全日本社会人選手権バンタム級優勝。アマチュア通算成績は19戦18勝 (18KO・RSC) 1敗。3ラウンドしかなく、ヘッドギアを着けて試合をするアマチュアの試合はほとんどが判定で勝敗が決まるが、全ての勝ち星をKO・RSC（レフリーストップコンテスト、プロでいうTKO）で記録している。
1989年9月29日、プロデビュー（6回戦）。韓国の国内ランカー崔相勉を2回KOに降す。
1990年6月28日、3戦目。WBCインターナショナルバンタム級王者サムエル・デュラン（フィリピン）とノンタイトル戦を行い、7回KO勝ち。
同年9月11日、4戦目で日本王座初挑戦。日本バンタム級王者岡部繁を4回KOに降し、王座獲得に成功。4戦目での日本王座獲得はジェームス・キャラハン、友伸ナプニ、平仲明信と並ぶ最当時の短タイ記録である（2013年に井上尚弥も並ぶが、2022年に但馬ミツロにより2戦に更新）。
1991年2月17日、6戦目。WBA世界バンタム級7位のアブラハム・トーレス（ベネズエラ）とノンタイトル10回戦を行い、引き分け。
1991年5月19日、WBA世界ジュニアバンタム級（現・スーパーフライ級）2位のレイ・パショネス（フィリピン）とバンタム級で対戦。アウトボックスで相手を翻弄し、10回判定勝ち。
1991年9月19日、世界初挑戦。WBC世界バンタム級王者グレグ・リチャードソン（米国）に挑む。アマで275戦、プロで33戦のキャリアを誇る王者相手に終始優位に試合を進め、10回終了TKO勝ち。具志堅用高・井岡弘樹
（9戦）を抜いて国内最短新記録（当時）となる8戦目で世界王座奪取に成功した（後に名城信男も並ぶが、現在は田中恒成が5戦に更新）。しかし、同年12月、左眼の異常を訴え、大阪市内の病院で検査。結果、「網膜裂孔」の診断を受け、そのまま入院・手術。そのため、翌1992年2月6日に予定されていた初防衛戦（対李勇勲=韓国）は中止となり、長期間の休養を強いられることとなる。
1992年9月17日、王座奪取から丸1年後の初防衛戦。休養中にWBC世界バンタム級暫定王座になっていたビクトル・ラバナレス（メキシコ）と統一戦を戦うが、9回TKOに敗れ王座陥落。プロ初黒星を喫した。負けたら引退と公言していたため、試合を継続することに「嘘つき小僧」と揶揄されたりした。
1993年2月11日、WBC世界バンタム級24位のホセ・ルイス・ベガヒルと対戦し、2回KO勝ち。同年7月22日、世界再挑戦。僅差ながら判定勝ち。しかし、検査の結果、今度は網膜剥離が判明。日本ボクシングコミッション (JBC) ルールにより試合ができない身となり、事実上引退の危機に（暫定王座も返上）。
手術は無事に成功。退院後、現役続行の意思を表明し、その道を模索することとなる。その結果、帝拳プロモーション会長・本田明彦等の尽力も有り、1994年7月2日、JBC管轄外のハワイで復帰戦を強行。WBC世界バンタム級14位のホセフィノ・スアレス（メキシコ）を3回KOに降す。（結果の如何に関わらず）リングに上がった時点でプロボクサーとして活動可能な健康状態を取り戻した事に伴いWBCから返上していた暫定王座を再び与えられた。JBCも特例で辰吉の現役続行を許可。
現役続行が許可されたことで、同年12月4日、名古屋市総合体育館レインボーホール（現・日本ガイシホール）でWBC世界バンタム級正規王者薬師寺保栄との統一戦が実現。12回判定負けを喫し暫定王座から陥落。
しかし、ここでも引退を拒否。1995年、米国・ラスベガスでノンタイトル戦2試合を強行。遂にJBCも折れ、辰吉は世界戦に限り国内で試合を行えることとなった（その後、「世界戦に準ずる試合」も追加）。
1996年3月3日、2階級制覇を目指し、WBC世界スーパーバンタム級王者ダニエル・サラゴサ（メキシコ）に挑戦。しかし、初回からほぼ一方的に打ち込まれ、11回負傷TKO負け。この試合ではストップがかかった後も「何でや、まだ俺は元気やないか」と抗議し、場内の声も「レフェリー、何で止めるんや」とわき起こったが、試合後に辰吉は土下座し「ファンに謝るしかないでしょう。僕のようなしょうもない人間のために、一生懸命応援してくれて。みなさん僕のこと死んでくれと思ってるでしょうね。いっそ自分も死にたい」と、試合後の記者会見でつぶやいた。翌1997年4月14日、再度サラゴサに挑むがここでも12回判定で完敗。「もはや世界王座返り咲きは無理」という声も聞かれるようになった。
同年11月22日、通算5度目の世界挑戦。元のバンタム級に戻し、WBC世界同級王者のシリモンコン・ナコントンパークビュー（タイ）に挑む。5回に王者からダウンを奪ったものの、6回以降は王者の「捨て身」とも言える反撃であわや逆転KO負けというところまで追い詰められる。しかし、7回、左ボディブローで2度目のダウンを奪う。辛くも立ち上がった王者を連打で追撃し、レフェリーストップ。この瞬間、約5年ぶりの世界王座返り咲きを果たした。その後、WBC世界バンタム級4位ホセ・ラファエル・ソーサ、同1位ポーリー・アヤラの挑戦を退け2度の王座防衛に成功。
1998年12月29日、3度目の防衛戦。元WBA世界バンタム級王者でもあるウィラポン・ナコンルアンプロモーション（タイ）と対戦。ノーカウントで試合をストップされてKO。3度目の世界王座陥落となった。
王座陥落後の1999年1月、父が他界。
1999年8月29日、王者・挑戦者の立場を入れ替えてのウィラポンとの再戦。開始当初から一方的に打ち込まれ、最後は7回、レフェリーストップ（同時にセコンドからも「棄権」を示すタオルが投げ入れられた）によるTKO負け。
2002年12月15日、実に3年4か月ぶりの復帰戦。元WBAフライ級王者のセーン・ソー・プルンチット（タイ）を相手に復帰戦を行い、7回TKO。
2003年9月26日、復帰第2戦でフリオ・セサール・アビラ（メキシコ）と対戦し、10回判定勝ちを収めるも、その後は負傷した左脚の回復が思わしくなく、再び長いブランクに入った。
2008年10月26日、タイ・バンコクのラジャダムナン・スタジアムで復帰戦を強行。地元の新鋭パランチャイ・チュワタナに2回TKO勝ちを収め、5年ぶりの再起を果たしたものの、この試合に関してJBCは試合から1週間後の11月2日、タイ・チュワタナジムのアンモ会長と対談し、JBCライセンス保持者以外の試合禁止を要請。
12月、タイ国内ランキングでバンタム級1位にランクイン。
2009年3月8日、前戦と同じラジャダムナン・スタジアムに於いて復帰第2戦。スーパーバンタム級のタイ国内ランキング1位サーカイ・ジョッキージム（19歳/11戦10勝 (5KO) 1敗）と対戦するも、3回にダウンを奪われた末の7回TKO負け。
2024年現在でも辰吉本人は現役に拘り、トレーニングを欠かしていないと言う。2015年4月16日には次男・辰吉寿以輝が大阪帝拳ジムからプロボクサーとしてデビューした。

## エピソード
- 愛車はレクサスLS600hL[9]。以前はLS400をドレスアップしており、数々のカー雑誌に取り上げられた。
- 映画化されるほどの人気のあるボクサーであった。薬師寺戦の時の『BOXER JOE』、また、辰吉の20年間の軌跡を収めたドキュメンタリー『ジョーのあした−辰吉丈一郎との20年−』[10]と2本の映画となった。
- 2023年6月10日-11日、自身をモデルとした舞台が上演される。（「マスト2023」倉敷児島市民ミュージカル。この公演は2020年に上演予定であったが、コロナ禍により3年半越しの上演となった。6月11日公演では、辰吉自身もカーテンコールに登壇している。）

## 戦績
- アマチュアボクシング：19戦 18勝 18RSC 1敗
- プロボクシング：28戦 20勝 14KO 7敗 1分

| 戦           | 日付           | 勝敗 | 時間     | 内容         | 対戦相手                               | 国籍           | 備考                                             |
| ------------ | -------------- | ---- | -------- | ------------ | -------------------------------------- | -------------- | ------------------------------------------------ |
| 1            | 1989年9月29日  | ☆    | 2R 0:47  | KO           | 崔相勉                                 | 韓国           | プロデビュー戦                                   |
| 2            | 1990年2月11日  | ☆    | 2R 2:18  | KO           | チャーチュード・エウアンサンパン       | タイ           | マイク・タイソンvsジェームス・ダグラスの前座試合 |
| 3            | 1990年6月28日  | ☆    | 7R 2:10  | KO           | サミュエル・デュラン                   | フィリピン     |                                                  |
| 4            | 1990年9月11日  | ☆    | 4R 2:51  | KO           | 岡部繁（セキ）                         | 日本           | 日本バンタム級タイトルマッチ                     |
| 5            | 1990年12月18日 | ☆    | 2R 3:04  | KO           | ジュン・カーディナル                   | フィリピン     |                                                  |
| 6            | 1991年2月17日  | △    | 10R      | 判定         | アブラハム・トーレス                   | ベネズエラ     |                                                  |
| 7            | 1991年5月19日  | ☆    | 10R      | 判定 3-0     | レイ・パショネス                       | フィリピン     |                                                  |
| 8            | 1991年9月19日  | ☆    | 10R 終了 | TKO          | グレグ・リチャードソン                 | アメリカ合衆国 | WBC世界バンタム級タイトルマッチ                  |
| 9            | 1992年9月17日  | 負   | 9R 1:19  | TKO          | ビクトル・ラバナレス                   | メキシコ       | WBC世界バンタム級王座統一戦                      |
| 10           | 1993年2月11日  | ☆    | 2R 1:55  | TKO          | ホセ・ルイス・ベガヒル                 | メキシコ       |                                                  |
| 11           | 1993年7月22日  | ☆    | 12R      | 判定 2-1     | ビクトル・ラバナレス                   | メキシコ       | WBC世界バンタム級暫定王座決定戦                  |
| 12           | 1994年7月2日   | ☆    | 3R 2:48  | KO           | ホセフィノ・スアレス                   | メキシコ       |                                                  |
| 13           | 1994年12月4日  | 負   | 12R      | 判定 0-2     | 薬師寺保栄（松田）                     | 日本           | WBC世界バンタム級王座統一戦                      |
| 14           | 1995年8月26日  | ☆    | 9R 2:59  | TKO          | ノエ・サンティヤナ                     | メキシコ       |                                                  |
| 15           | 1995年11月23日 | ☆    | 8R 2:55  | TKO          | ヘロニモ・カルドス                     | メキシコ       |                                                  |
| 16           | 1996年3月3日   | 負   | 11R 2:47 | TKO          | ダニエル・サラゴサ                     | メキシコ       | WBC世界スーパーバンタム級タイトルマッチ          |
| 17           | 1996年12月21日 | ☆    | 10R 1:02 | TKO          | フェルナンド・アラニス                 | メキシコ       |                                                  |
| 18           | 1997年4月14日  | 負   | 12R      | 判定 0-3     | ダニエル・サラゴサ                     | メキシコ       | WBC世界スーパーバンタム級タイトルマッチ          |
| 19           | 1997年7月26日  | ☆    | 10R      | 判定 3-0     | リカルド・メディナ                     | メキシコ       |                                                  |
| 20           | 1997年11月22日 | ☆    | 7R 1:54  | TKO          | シリモンコン・ナコントンパークビュー   | タイ           | WBC世界バンタム級タイトルマッチ                  |
| 21           | 1998年3月8日   | ☆    | 12R      | 判定 3-0     | ホセ・ラファエル・ソーサ               | アルゼンチン   | WBC防衛1                                         |
| 22           | 1998年8月23日  | ☆    | 6R 終了  | 負傷判定 3-0 | ポーリー・アヤラ                       | アメリカ合衆国 | WBC防衛2                                         |
| 23           | 1998年12月29日 | 負   | 6R 2:52  | KO           | ウィラポン・ナコンルアンプロモーション | タイ           | WBC陥落                                          |
| 24           | 1999年8月29日  | 負   | 7R 0:44  | TKO          | ウィラポン・ナコンルアンプロモーション | タイ           | WBC世界バンタム級タイトルマッチ                  |
| 25           | 2002年12月15日 | ☆    | 6R 1:10  | TKO          | セーン・ソー・プルンチット             | タイ           |                                                  |
| 26           | 2003年9月26日  | ☆    | 10R      | 判定 3-0     | フリオ・セサール・アビラ               | メキシコ       |                                                  |
| 27           | 2008年10月26日 | ☆    | 2R 2:47  | TKO          | パランチャイ・チュワタナ               | タイ           |                                                  |
| 28           | 2009年3月8日   | 負   | 7R 1:03  | TKO          | サーカイ・ジョッキージム               | タイ           |                                                  |
| テンプレート |                |      |          |              |                                        |                |                                                  |

## 獲得タイトル
- 全日本社会人選手権バンタム級優勝（アマチュア）
- 日本バンタム級王座（防衛0=返上）
- WBC世界バンタム級王座（1期目：防衛0、2期目：防衛2）
- WBC世界バンタム級暫定王座（防衛0）

## 現役復帰の経緯と今後の展望
2003年9月以降、2008年10月のタイ国における復帰試合に至るまでの5年余りもの間、辰吉は全く試合を行っていなかった。先述の様に長期ブランクを経て海外で復帰を果たしたものの、日本におけるプロボクシング興行に出場するため必要な、JBCの発給するボクサーライセンスは更新・保持しないままの復帰劇であり、また後述のように今後も更新・再取得の目処は立っていない。
辰吉は2007年5月に37歳になったことで、当時のJBCルールに基く強制引退の対象となった。しかし辰吉はWBC世界バンタム級、日本バンタム級の元王者であるため、特例措置として直前の試合から5年以内に再起すれば厳しい条件付ながら日本国内での現役続行が可能であった。とはいえ前述した通り、辰吉は網膜剥離の既往者であるために、当時の規則に則れば世界戦またはそれに準ずる試合でしか国内での選手活動は不可能であった。また、当時所属先であった大阪帝拳ジムを始めとする関係者はそもそも辰吉の現役続行に難色を示していたため、実際に特例措置の申請と試合実施は実現しなかった。
そして2008年9月25日に上記特例期間が終了したため、辰吉は事実上国内での試合出場が不可能となった。ただし現在でも、かつて網膜剥離でJBCのライセンスを失効していた頃、あるいは先述のタイ国での試合出場と同様に、外国のコミッションでライセンスを申請し、日本以外の各地で試合に出場することは可能である（ただし、海外のジム所属の“逆輸入”選手として日本で試合を行う際には、JBCに臨時のボクサーライセンスを申請し、これを取得することが必要）。
とはいえ先述の通り既にJBCルールに基く強制引退選手の対象となっていることに加え、JBCが2008年に復帰した後の辰吉の試合内容を鑑みてタイのコミッションやプロモーターに辰吉に試合をさせないよう求めていること、その影響もあって海外でも調整試合がマッチメイクできず15年を超えるブランクを余儀なくされたまま年齢を重ねていることなどから、今後の試合出場が実現する見込みは極めて厳しい状況にある。

## 出演
- BOXER JOE[6]
- ジョーのあした 辰吉丈一郎との20年[6]

いずれも本人役
- ACジャパン

1995年 いじめ、許さん。「いじめられっ子やった」篇　「生きてたら面白い」篇 「おもんないぞ」篇　「友達をつくる」篇